# L'epopea di Amergin, il bardo gaelico che conquistò l'Irlanda
L'epopea di Amergin, il bardo gaelico che conquistò l'Irlanda è un romanzo storico della scrittrice statunitense Morgan Llywelyn pubblicato nel 1984. La storia è incentrata sulla migrazione dei Gaeli (o Gaeliziani, o Galleci) dal nord della penisola iberica alle coste dell'Irlanda, e sul conseguente scontro con la tribù nativa dei Túatha Dé Danann. Particolare riferimento si fa alla figura del bardo Amergin e, più in generale, a tutta la famiglia di Míl, capo della tribù dominante dei Gaeli.

## Trama

### Ambientazione e personaggi

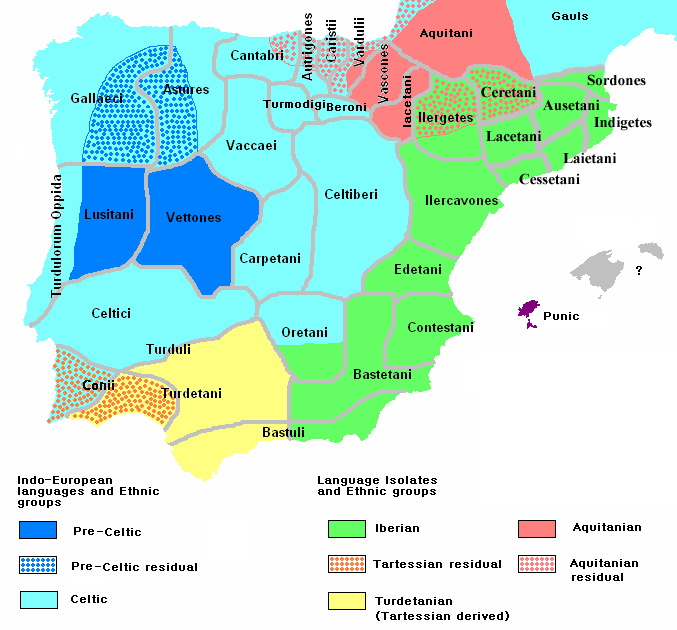
Principali aree linguistiche e popoli dell'Antica Iberia, con le Lingue celtiche evidenziate in azzurro (tra le quali c'è quella dei Gallaeci) e le altre Lingue indoeuropee in blu, circa 200 a.C.

L'ambientazione storica del romanzo è la regione nord-occidentale della Penisola Iberica (l'odierna Galizia, in Spagna), in età preromana. La regione è abitata dal popolo celtico dei Galleci (o, come vengono definiti dall'autrice nel libro, Gaeliziani). La società, come di norma, è divisa in clan o tribù, la più potente delle quali è quella dei Milesiani, con a capo il condottiero Míl Espáine, detto il Míl. Il Míl è un grande guerriero che, sotto i colpi dell'età, si sta "affievolendo", lasciando desiderare a molti guerrieri, tra cui alcuni suoi figli, di succedergli nel suo ruolo di capo indiscusso della tribù. Mílesios è sposato con Scotta e con essa cresce parecchi figli: Ir, Donn, Éremon, Éber Finn, Colptha ed Amergin, tutti personaggi cruciali: 
- Ir, tra i più grandi, è un uomo estremamente forte, abile, veloce e bello fisicamente, ma con una spontaneità e una irriverenza accentuate a tal punto da farlo sembrare un vero e proprio malato mentale, impazzito; talvolta si rivela quindi un danno per l'intera tribù, nonché per le sue vicende e i suoi affari.
- Donn è un uomo equilibrato, sempre calmo e mansueto, nonché una persona estremamente responsabile, ma nonostante ciò un buon guerriero; queste sue qualità, insieme al fatto di essere uno dei pochi figli del Míl ad avere una moglie sola e ad aver generato solo figlie femmine, porterà alcune volte gli altri, soprattutto nei momenti di tensione, a considerarlo un elemento debole della tribù.
- Éremon è il figlio minore, ed è un giovane uomo intraprendente, nonché già un fiero e feroce guerriero.
- Éber Finn è un ragazzo mansueto ed è contraddistinto soprattutto dal suo grande amore per gli animali: è colui che possiede i cavalli migliori e che più ha dimestichezza con animali da soma e bestiame.
- Colptha è un personaggio decisivo per il romanzo: unico della famiglia, insieme al fratello Amergin, ad aver intrapreso la carriera druidica e spirituale, svolgendo la mansione di sacrificatore, ossia colui che esegue materialmente i sacrifici degli animali, interpretandone le interiora. Può essere considerato l'antagonista della vicenda; è invidioso del successo del bardo Amergin, e viene sempre presentata come una persona cattiva, vile e insidiosa: meschinamente astuto, tenta, spesso con esito positivo, di mettere i suoi fratelli gli uni contro gli altri e di compiere ogni genere di malefatte, per trarne sempre un qualche beneficio.
- Amergin, il protagonista, è un celta introverso e con un corredo emotivo straordinariamente ricco, caratteristiche che lo vedono non incline all'educazione e  alla carriera della guerra; viene "rivendicato" dalla classe dei druidi perché estremamente adatto alla mansione di bardah, ovvero custode e cantore della memoria storica della tribù. Diventa capo bardo per volontà del consiglio dei druidi e per decisione del capo druido.

Altri personaggi importanti per la storia sono:
- Odba: è la moglie di Éremon, con il quale ha generato tre figli, tra i quali il maggiore è Moomneh. È una donna insoddisfatta del proprio matrimonio, ritenendo il marito distratto da impegni che lo portano a trascurarla.
- Taya: è una giovane, figlia di un capo di un piccolo clan vicino a quello del Míl. È l'oggetto del desiderio di Éremon, il quale desidera a tutti i costi averla in sposa, ma che non può attendere alle sue aspettative dati gli ostacoli posti dalla moglie, invidiosa della bellezza di Taya stessa, e dalle convenzioni imposte dai rapporti tra la famiglia del Míl e quella di Odba la quale, nel caso fosse insoddisfatta del rapporto matrimoniale, potrebbe creare delle incomprensioni tra le famiglie e, quindi, numerosi conflitti.
- Irial: capo druido della tribù. Muore avvelenato, si presume, per mano di Colptha, il quale brama di diventarne successore.
- Nial: capo bardo della tribù, maestro di Amergin; molto affezionato al protagonista, muore agli inizi del romanzo, lasciandogli in dono, in punto di morte, la sua arpa, strumento inseparabile per un bardo.
  - Clarsah: è il nome dell'arpa di Amergin, donatagli dal capo bardo suo maestro, Nial. È quasi da considerare come un vero e proprio personaggio: Amergin la cura con estrema precisione e rigidità e le parla spesso, invocando attraverso di lei ispirazione per i canti bardici e per la meditazione che il bardo svolge in compagnia della sola arpa.
- Age-Nor: commerciante originario di Tiro che sbarca in Galizia con due navi mercantili a causa di una tempesta all'inizio del romanzo.
- Sakkar: lavoratore anch'egli di Tiro, sotto il comando di Age-Nor, dato in "dono" ad Amergin dallo stesso padrone Age-Nor in segno di riconoscenza al bardo per avergli salvato la vita. Diventerà uno degli amici più intimi e sinceri del bardo.

Il libro, strutturato in capitoli, segue tuttavia parallelamente anche le vicende del popolo nativo dell'Irlanda, i Túatha Dé Danann. I personaggi principali tra questi sono:
- Le tre Regine d'Irlanda, rappresentanti nella tradizione anche un'importante triade divina:
  - Ériu
  - Banba
  - Fódla
- Mac Gréine, il marito della regina Ériu
- Shinann, giovane e spensierata principessa del popolo dei Danann

### Riassunto
Il libro si apre con un'immagine altamente significativa riguardo alla natura del romanzo e a quella del protagonista, Amergin: il bardo sta passando uno dei suoi periodi di solitudine e meditazione su un promontorio vicino al villaggio, al tramontare del sole, ascoltando quello che lui definisce il vento del nord, ossia un segnale che molto spesso in tutto il romanzo stuzzica il suo intuito e la sua emotività, catturando la sua attenzione. Durante questa sua contemplazione, vede all'improvviso una flotta di navi mercantili che, in difficoltà e malridotte per una passata tempesta, tentano disperatamente di sbarcare sulla costa. Sorpreso della comparsa di mercanti, che non vedeva da quando era un bambino data la mancanza di stagno da barattare dalle miniere e il crescente impoverimento di risorse, corre sulla strada del ritorno per dare l'avviso della visita. Una volta arrivato dal padre, accompagnato dal fratello Éremon, riferisce la notizia, che presto si diffonde. Ricevere un mercante è un evento che non si verificava da parecchio tempo, perciò è importante per tutti, e per il Míl in particolare, fare buona impressione per trovare la speranza di aprire nuove prolifiche rotte commerciali.
Intanto i Túatha Dé Danann conducono la loro vita sull'isola. Temono in questo periodo che la popolazione a loro sottomessa, i Fir Bolg, possano ribellarsi e iniziare una nuova guerra, ipotesi scongiurata da tutti i Danann, i quali ritengono la guerra e la distruzione da essa portata come una delle peggiori sciagure. Episodi sporadici sui Danann seguono parallelamente il racconto riguardante i Milesi; tra i più rilevanti quello costituito dal capitolo undicesimo, in cui Tuan, Custode della Leggenda (similmente a un bardo), racconta dettagliatamente l'epopea e le origini del popolo, e come sia arrivato e si sia stabilito sull'isola. Altri interventi riguardanti i Danann si hanno per marcare le figure delle regine, del re, e della regina Shinann, la quale avrà un ruolo fondamentale.
I Milesi rovinano l'occasione che hanno avuto di commerciare con il fenicio Age-Nor, poiché durante la cerimonia di accoglienza Ir, pensando nella sua pazzia che fosse un intruso maligno, lo ha assalito, mettendogli un coltello alla gola; Ir, accecato dalla pazzia, viene fermato solo dal canto e dalla capacità di persuasione di Amergin, il quale intona un'ode con la sua arpa, che calma il fratello e gli fa abbassare il coltello. Il comandante Age-Nor, in segno di riconoscenza verso il bardo, gli fa "dono" del servo carpentiere Sakkar, uomo fedele e affidabile. Amergin è riluttante ad accettare un uomo come un "dono", ovvero come un oggetto, e chiarisce la sua posizione e quella del suo popolo sulla considerazione universale degli spiriti che abitano la terra, e della loro situazione di uguaglianza dinanzi alle forze naturali. Nonostante ciò accetta, ma non di prendere l'uomo come dono, bensì come aiutante e amico. Sakkar si ambienta sempre di più nella nuova società e, insieme a un apprendimento continuo della lingua, apprende sempre meglio i costumi e le convenzioni sociali, diventando presto un vero e proprio membro della famiglia dei Gael.
Amergin diventa il capo bardo della tribù, su decisione di Irial, il capo druido e del consiglio dei druidi, riunitosi nella foresta sacra. Il bardo, oltre che ad ottenere riconoscimenti, si fa conoscere sempre di più tra la sua gente per l'affidabilità, la cortesia e la bontà, diventando un personaggio molto ammirato. Questo successo che ha Amergin all'interno della tribù sembra essere positivo per tutti, tranne che per Colptha, il fratello druido (sacrificatore) di Amergin, il quale è fortemente invidioso del fratello, e cerca di screditarlo in tutti i modi, mettendolo anche contro i fratelli e mettendo questi ultimi gli uni contro gli altri, semplicemente inserendo nel giro di chiacchiere del villaggio delle voci su presunte affermazioni o azioni. Colptha brama anche di diventare capo druido, e per riuscirci usa alcuni stratagemmi: sfrutta il fratello Donn favorendolo apertamente per la carica di capo della tribù facendosi promettere in cambio la pressione sui druidi per la sua elezione a capo di essi. Donn, uomo molto buono ed estremamente garbato, non riesce a dire di no alle false pretese del fratello e acconsente. La natura della richiesta di Colptha si svela solo quando, una volta scoperto che Donn non diventerà capo tribù, il sacrificatore insulta e sfotte il fratello, non servendogli più per il suo scopo. Inoltre il capo druido Irial, a un certo punto del romanzo, viene avvelenato nel bel mezzo del bosco sacro, delitto che rimarrà impunito, nonostante Amergin ed altri presumano che ci sia la mano di Colptha. Colptha e Amergin si trovano spesso in contrasto poiché quest'ultimo si rivela riluttante a lasciare il comando dell'amministrazione del mondo degli spiriti a un uomo maligno e sanguinario come il fratello.
Per fermare la povertà e la miseria, Éremon decide di partire con alcuni guerrieri per fare razzia di bestiame da una tribù vicina, e la spedizione va a buon fine. Éremon torna al villaggio trionfante, con del bestiame grasso e ricco. Questo però non fa altro che peggiorare la situazione del terreno, che diventa sempre più arido; inoltre il bestiame, abituato all'erba fresca e alle ampie praterie, dimagrisce e si ammala sempre di più e più gravemente.
La situazione di degrado della tribù dei Gaeliziani si fa sentire sempre più forte, e, essendo una situazione a cui tutti cercano di fuggire, spinge Amergin a rivelare la sua intuizione riguardante un possibile e speranzoso spostamento di massa a Ierne (nome utilizzato per indicare l'Irlanda), dove, come gli era stato raccontato, le risorse e la selvaggina sono abbondanti e il clima è estremamente favorevole. Dopo una consultazione con il capo tribù viene deciso di partire, e, per decretare chi partirà e chi invece rimarrà sulla terra ferma, viene organizzata un'estrazione a sorte.
La partenza avviene su delle barche di costruzione Gaelica, con l'aiuto di Sakkar, esperto costruttore, navigatore e carpentiere. La costruzione costa parecchio tempo, fatica e risorse ma alla fine la partenza ha luogo. Durante il viaggio i Milesi incontrano tribù abitanti il nord-ovest della Gallia e trovano aiuto da parte di marinai che li conducono a Ierne. Una volta arrivati, vengono subito assaliti da uomini barbari, dalle armi che, a differenza di quelle ferree dei Gaeliziani, erano di bronzo. Nell'assalto, tra gli altri, muore Scotta, decapitata da uno degli assalitori. Dopo qualche tempo parte una spedizione con a capo Éremon ed i suoi fratelli, con lo scopo di perlustrare la zona alla ricerca della presenza di eventuali resistenze. Amergin, rimasto indietro rispetto alla spedizione, incontra un gruppo di uomini che descrive come chiari di carnagione e bassi di statura, ma che parlano essenzialmente la sua stessa lingua. A capo del gruppo vi è Banba, una delle tre regine d'Irlanda, che lo prega, comunque vada a finire la vicenda che vedrà intrecciati i destini avversi dei due popoli, di dare il suo nome all'isola. La popolazione nativa dei Danann ad Amergin non sembra agguerrita né ostile in alcun modo, deduzione tratta dall'osservazione dei guerrieri, disarmati e sereni.
Un altro incontro che Amergin intrattiene con i nativi è quello con Shinann, la giovane principessa, la quale lascia piacevolmente incantato Amergin. I due, dotati di straordinarie doti comunicative ed emotive, sembrano vivere una relazione senza proferire parola, ma solo comunicando con lo sguardo e lo spirito.
Nonostante Amergin sia favorevole ad una pace e i Danann la propongano più volte, i Gaeliziani sono decisi più che mai a combattere e a reclamare per sé tutta l'isola. Una delegazione dei Gaeliziani viene mandata dalla roccaforte dei Danann, per stabilire tempi e modi della battaglia. I Danann, su richiesta di Amergin, concedono agli invasori sette giorni in cui organizzarsi. Questo però è uno stratagemma dei Danann che, possedendo una notevole tradizione e preparazione magica, scatenano una tempesta tra le navi dei Gael, provocando la morte di Ir e molti altri conoscenti e amici della famiglia di Amergin. Tra gli altri, muore nella tempesta Colptha che, dopo aver tentato di uccidere Amergin affogandolo, viene colpito in testa da un colpo che il bardo gli scaglia con l'arpa per difendersi. Il simbolo di quest'azione affiora mostrando la vittoria, oltre che della bontà sulla malvagità, anche della parole e della poesia sulla violenza e la sete di sangue.
I Gaeliziani, più furiosi che mai, combattono i Danann con un furore particolare. Questi, armati di spade e asce di bronzo, subiscono una pesante sconfitta. Una volta terminata la battaglia, però, i Gaeliziani tornano sul campo decidendo di rendere gli onori dovuti ai corpi dei nemici ma, con grande sorpresa, non trovano più alcun corpo, né morto né vivo, bensì solo un mucchio di armi. Si scopre poi che i Danann si sono ritirati dal mondo materiale degli uomini, continuando però ad abitare l'isola, diventando l'isola: diventando alberi, erba, fiumi, rocce e diventando così lo spirito e l'anima dell'isola.
Dopo la vittoria, i Gael iniziano ad abitare l'isola e a stabilirsi in essa. Si decide di dividere il territorio tra Éremon, il quale si avvale del nord e dell'est, ed Éber Finn, che beneficia invece del sud e dell'ovest. Ben presto però la situazione degenera; accadono una serie di eventi sciagurati tra i quali c'è la morte di Taya, giovane donna, affezionata amica di Amergin e amata moglie di Éremon, per mano di un piccolo gruppo di Fir Bolg ribelli. I due capi, sempre più frustrati e adirati l'uno con l'altro, arrivano a scontrarsi ed Éremon, nella battaglia decisiva, uccide il fratello Éber Finn. Nonostante abbia riportato una vittoria, questa ha richiesto un prezzo troppo alto per essere apprezzata o celebrata, e viene infatti vissuta con tristezza da Éremon e dai suoi seguaci. Amergin, venuto a conoscenza del fatto, capisce che la situazione è degenerata a tal punto da portare a una totale perdita di controllo, onore, orgoglio e ogni qualsivoglia valore che un tempo animava gli spiriti dei Gael. Il romanzo si conclude con Amergin che abbandona la Sala degli Eroi di Éremon, per raggiungere, presumibilmente, Shinann.

## Aspetti storici e mitici
L'autrice, scrivendo il romanzo, si basa sui fatti storici riguardanti il popolo celtico dei Gallaeci, che si spostarono dalla penisola Iberica all'Irlanda. Stando a quanto riporta il Lebor Gabála Érenn (il Libro della conquista d'Irlanda) e a quanto dicono i critici, gli antropologi e gli storici, esiste l'ipotesi, sostenuta anche dall'autrice, che i Gaeli non siano stati i primi Celti ad invadere l'isola, ma che molte altre popolazione di medesima origine l'avessero colonizzata diverse volte precedentemente. Molti, in conseguenza a questa convinzione, arrivano ad affermare l'ipotesi che le popolazioni che abitavano l'isola prima dell'invasione oggetto del romanzo sopravvissero e riuscirono a vivere con uguale condizione e dignità anche dopo l'arrivo dei Milesi.
Oltre che sui Milesi, molte discussioni si tengono anche sull'esistenza e la natura dei Túatha Dé Danann, popolo "magico", costituito da folletti e fate, i cosiddetti ban-shee o piccolo popolo, facenti parte da sempre dell'affascinante tradizione folkloristica irlandese, della quale non si conoscono le origini. Molti ritengono che sia semplicemente mitologia narrante di divinità pagane degli antichi popoli irlandesi e dei Gaeli stessi, mentre altri, compresa l'autrice, gli attribuiscono una definizione storica, indicandoli come insieme di tribù celtiche pre-gaeliche. Morgan Llywelyn spiega:
Molte controversie ci sono anche per quanto riguarda le date in cui l'avvenimento si verificò: ufficialmente, secondo quanto riportato dal Lebor Gabála Érenn, l'invasione sarebbe avvenuta intorno al 1500 a.C., data ritenuta da molti troppo remota per corrispondere a verità. L'ipotesi più diffusa indica il periodo corrispondente al 150 a.C. circa, mentre altre ancora indicano come più attendibile il IV secolo d.C.